# 聖マルコの遺骸の発見

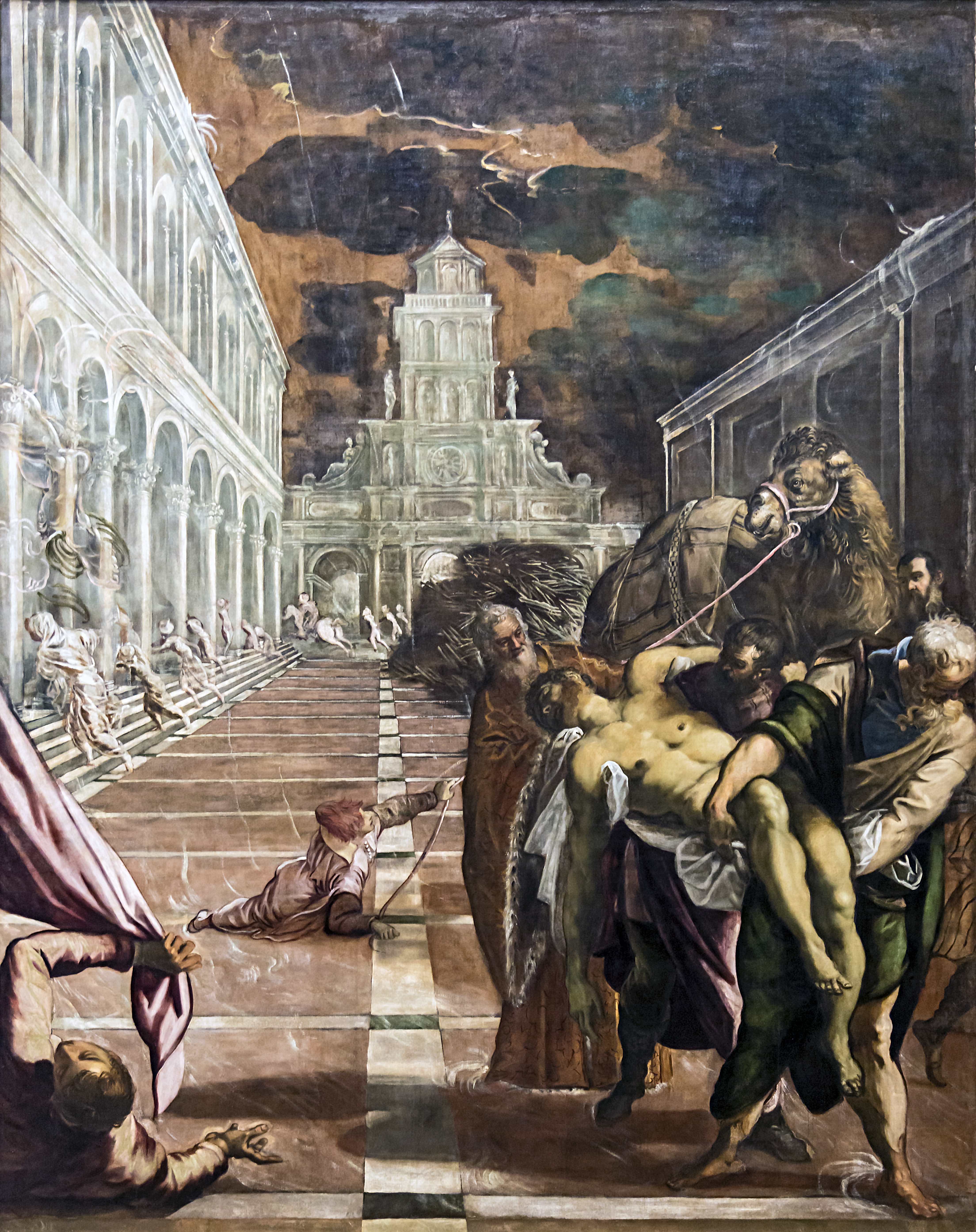
『聖マルコの遺骸の運搬』アカデミア美術館 (ヴェネツィア)

『聖マルコの遺骸の発見』（せいマルコのいがいのはっけん、伊:Ritrovamento del corpo di san Marco）は、イタリアのルネサンス期ヴェネツィア派の巨匠、ティントレットの絵画である。 1562年から1566年にかけて制作され、ヴェネツィアの守護聖人、聖マルコに関する連作のうちの一点である。現在、ミラノのブレラ絵画館に所蔵されている。

## 概要
本作は、ヴェネツィアが聖マルコの遺骸を獲得したことを描いた一連の大きなカンヴァス画のうちの一点として、ヴェネツィアのサン・マルコ同心会館の「大庇護者」、トンマーゾ・ランゴーネからティントレットに依頼された。
絵画は、ヴェネツィア人が右の壁に沿った墓と背景の地下室からいくつかの遺骸を忙しく引き出しているところを表している。左手前に、薄い光輪のある聖マルコが現れ、ヴェネツィア人に、自分の身体が発見され、東洋の敷物の上に脚が蒼くなった状態で横たわっているので、立ち止まるように頼んでいる。画面の中央には、奇跡を認める長老（ランゴーネの肖像）が跪いている。部屋の他の場所では、人物たちは驚いているか、聖マルコの出現に気づいていない。
いくつかの部分では、作品は未完成のように見える（たとえば、床のタイルやコーニスは、いくつかの衣服や人物を通してまだ透けて見える）。前面短縮の技法は、タイル、壁に沿った墓、そして最後に背景の地下室から出ている光線によって強調されている。右手前では、身体をひねっている半裸の男が「悪魔に取り憑かれている」と表現されており、その上に煙が立ち上っている。
対作品である『聖マルコの遺骸の運搬』のように、本作の構図は、遠近法と光の劇的な効果に対するティントレットの好みを典型的に表している。美術史家のトーマス・ニコルズによれば、「空になった箱のような遠近法の線の論理は、光と陰の不合理な遊びによって損なわれている。どちらの絵画も、幅広い絵画技法を使用することで、さまざまなレベルの現実が同時に存在することを示唆している」 。
美術史家のアウグスト・ジェンティーリによると、本作の図像は、それが聖マルコの遺体の発見ではなく、アレクサンドリアのブーコリス教会における聖マルコの奇跡を表していることを示唆している。